# Brüno
Brüno és un personatge de ficció interpretat per l'humorista britànic Sacha Baron Cohen.
Brüno és un reporter gay austríac boig per la moda. Va aparèixer per primera vegada al canal Paramount Comedy el 1998, abans de reaparèixer a Ali G, l'any 2000. Després de l'èxit de les pel·lícules de Sacha Baron Cohen sobre els seus personatges Ali G: Indahouse, i Borat, es van adquirir els drets per fer la pel·lícula de la persona Brüno, amb el mateix títol.

## La pel·lícula
El 10 de juny del 2009 es va estrenar Brüno, on el reporter utilitzava la fórmula de "realisme" dels seus shows televisius i del llargmetratge de Borat (2006) per fer un semi-documental humorístic sobre la moda i l'homosexualitat. (Recomanada per a majors de 18 anys) La pel·lícula comença quan Brüno mostra com és la seva vida de jove presentador d'un programa de moda del qual és expulsat per arruïnar una desfilada d'Agatha Ruiz de la Prada a Milà, el que el va portar a estar en una llista negra, ja que portava un vestit de velcro i va enrunar-ho tot. També ens parla de la seva relació amb un hoste pigmeu amb un contingut de sexe homosexual completament surrealista. Després de ser acomiadat del programa de moda Bruno decideix viatjar a Los Angeles per ser una estrella famosa. En Brüno va adoptar un bebè negre, el qual li va fer fotos, segons la gent fotos despectives i racistes, per aquest motiu, se'l van treure. Quan anava a viatjar el seu xicot li va deixar perquè Bruno ja no molava, llavors Bruno va viatjar acompanyat de Lutz, l'ajudant del seu ajudant, el qual estava enamorat de Bruno i, per tant, van acabar junts.